# Claude-Paul Cariage
Pour les articles homonymes, voir Cariage.
Claude-Paul Cariage est un peintre français né le 16 août 1835 à Vesoul et mort le 27 septembre 1870 à Paris.
Fils du peintre Claude-Basile Cariage, élève de Lacrenon à Besançon et de Gérôme à Paris, il réalise de nombreux portraits d'officiers. Engagé dans l'armée en 1858, il meurt au cours de la guerre de 1870,.

## Pour approfondir